# پای آمریکایی: قوانین دخترانه
پای آمریکایی: قوانین دخترانه (به انگلیسی: American Pie Presents: Girls' Rules) یک فیلم سینمایی کمدی سکسی آمریکایی محصول ۲۰۲۰ به کارگردانی مایک الیوت است. این فیلم، یک اسپین آف از قسمت پنجم و به‌طور کلی قسمت نهم این مجموعه فیلم می‌باشد.
این فیلم به صورت یک فیلم ویدئویی در سال ۲۰۲۰ منتشر شد.

## بازیگران
- مدیسون پتیس در نقش آنی واتسون
- لیزز برادوی در نقش استفانی استیفلر
- ناتاشا بهنام در نقش میشل
- پایپر کردا
- دارن بارنت در نقش گرانت
- زکری گوردون در نقش امت
- لوکاس آدامز در نقش مک کورمیک
- لیلی بلو بلو اندرو
- اد کوئین در نقش کوین
- سارا رو در نقش الن
- بری باستویک